# Laksh Lalwani
Pour les articles homonymes, voir Lalwani.
Laksh Lalwani, dit Laksh, né le 19 avril 1996 à Delhi, est un mannequin indien et un acteur de télévision qui a fait ses débuts dans la série télévisée pour adolescents de MTV, Warrior High.